# ادگار زلگه
ادگار زلگه (آلمانی: Edgar Selge؛ زادهٔ ۲۷ مارس ۱۹۴۸) بازیگر اهل آلمان است.
از فیلم‌ها یا برنامه‌های تلویزیونی که وی در آن نقش داشته‌است، می‌توان به تماس با پلیس ۱۱۰، آزمایش، هامسون، تالاب و قرض اشاره کرد.